# Шарнірна рівноскладеність

Анімація шарнірної рівноскладеності трикутника в квадрат, а потім у шестикутник і знову в трикутник. Зауважте, що ланцюжок частин квадрата під час перетворення на шестикутник можна вишикувати в кільце.

Шарнірна рівноскладеність (або рівноскладеність Дьюдені) — вид рівноскладеності, в якій частини розбиття з'єднано в ланцюжок «шарнірами» так, що перекомпонування від однієї фігури в іншу можна здійснити неперервним обертанням частин ланцюжка без їх роз'єднання. Зазвичай допускається, що частини можуть накладатися під час руху, що іноді називаються «хиткою» моделлю шарнірної рівноскладеності.

## Історія

Шарнірна рівноскладеність трикутника і квадрата.

Ідею шарнірної рівноскладеності популяризував автор математичних головоломок, Генрі Дьюдені. Він побудував шарнірну рівноскладеність квадрата і трикутника (на малюнку) в своїй книзі 1907 року Кентерберійські головоломки .
Теорема Бойяї — Гервіна, доведена в 1807, стверджує, що будь-які два многокутники рівної площі повинні мати спільне розрізання. Однак питання, чи можна розрізати так, щоб це було шарнірним розрізанням, залишалося відкритим до 2007, коли Ерік Демейн (зі співавторами) довів, що таке розрізання завжди має існувати, і запропонував алгоритм побудови розрізання. Це доведення істинне навіть за вимоги, що частини під час руху не накладаються одна на одну. Доведення можна узагальнити для будь-якої пари рівноскладених багатогранників (див. «Третя проблема Гільберта»). У тривимірному просторі, однак, не гарантується, що переміщення можна зробити без накладення.

## Варіації та узагальнення
Реберно-шарнірна рівноскладеність — рівноскладеність, за якої шарніром є з'єднання уздовж ребра (на зразок дверної завіси), що дозволяє «перекидати» частини розрізання в тривимірному просторі. До 2002 року питання про існування такої рівноскладеності для будь-яких двох багатокутників залишалося відкритим.